# 阪神バンド

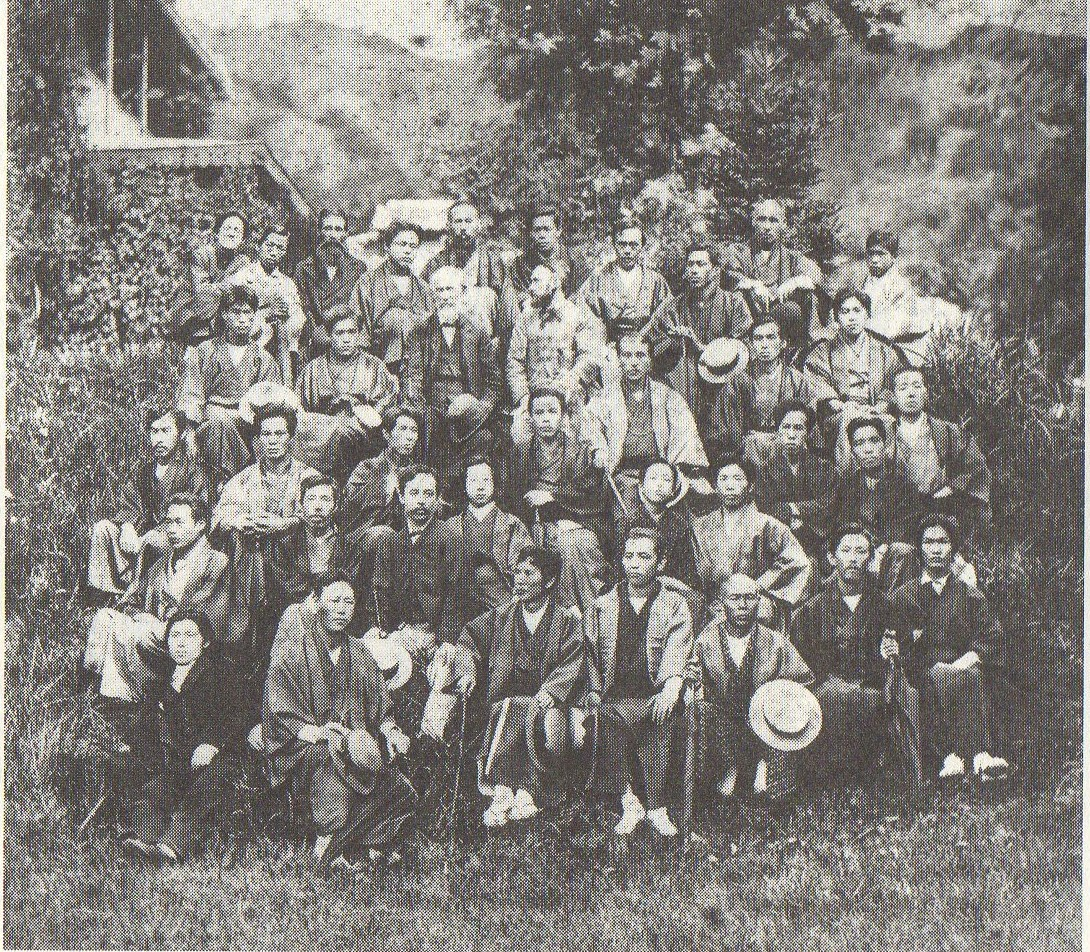
明治初期の神戸教会(阪神バンド、神戸バンド)

阪神バンド（はんしんバンド）は、アメリカン・ボードの宣教によって誕生した、神戸と大阪のクリスチャンの群れをさす名称。特に神戸のクリスチャンの集団を神戸バンドということもある。

## 定義
高道基は、沢山保羅・市川栄之助などD・C・グリーン宣教師の伝道によってできた神戸教会（摂津第一公会）に連なるグループを、神戸バンドと呼ぶことを提唱している。
茂義樹はこれに、沢山保羅によって大阪に設立された教会も、共通した特徴を持つがゆえに加えるべきであり、阪神バンドと呼ぶことが可能であると提唱している。茂によると、このグループの特徴を顕著に示すのが、沢山保羅の浪花教会であると述べている。

## 特徴
このグループは熊本バンドと同じ会衆派であるが、その特徴のゆえに、新島襄・同志社・熊本バンドの流れとは異なっている。
その特徴は、外国ミッションの援助を受けない自給自立の教会であること、祈祷会・聖厳守・純潔・禁酒禁煙などのキリスト教倫理の実践、熱心な伝道の3点が挙げられる。

## 歴史
また、大阪と神戸の教会の連帯のうちに、『七一雑報』が創刊される。また、1878年（明治11年）には日本基督伝道会社が設立され活発な運動が展開された。
熊本バンドと共に日本組合基督教会の活動の重要な原動力になる。

## 三大バンド
- 札幌バンド（メソジスト）
- 横浜バンド（長老派）
- 熊本バンド（会衆派）

## その他
- 築地バンド（長老派）
- 神戸バンド（会衆派）
- 静岡バンド（メソジスト、カナダ・メソジスト教会）
- 松江バンド（きよめ派、日本伝道隊）
- 松山バンド（会衆派、同志社）
- 鳥取バンド（会衆派）
- ホーリネス・バンド